# Sielsowiet Wysokaje
Sielsowiet Wysokaje (biał. Высокаўскі сельсавет, ros. Высоковский сельсовет) – sielsowiet na Białorusi, w obwodzie witebskim, w rejonie orszańskim, z siedzibą w Wysokim.

## Demografia
Według spisu z 2009 sielsowiet Wysokaje zamieszkiwało 2305 osób, w tym 2101 Białorusinów (91,15%), 171 Rosjan (7,42%), 18 Ukraińców (0,78%), 2 Polaków (0,09%), 2 Tatarów (0,09%), 2 Mołdawian (0,09%), 2 Kazachów (0,09%), 6 osób innych narodowości i 1 osoba, która nie podała żadnej narodowości.

## Geografia i transport
Sielsowiet położony jest na Wysoczyźnie Orszańskiej, części Grzędy Białoruskiej, w północnej części rejonu orszańskiego i na północ od stolicy rejonu Orszy.
Przez sielsowiet przebiegają drogi magistralne M1 i M8 oraz droga republikańska R87. Jego granicami biegną linie kolejowe Moskwa – Mińsk – Brześć oraz Witebsk – Orsza.

## Historia
10 października 2013 do sielsowietu Wysokaje przyłączono 7 z 13 miejscowości likwidowanego sielsowietu Klukauka.

## Miejscowości
- agromiasteczko:
  - Wysokaje
- wsie:
  - Abuchawa
  - Barsuki
  - Czapielina
  - Dziewina
  - Hryszany
  - Iwańkowa
  - Klukauka
  - Kupiołka
  - Ludkauszczyna
  - Małoje Babina
  - Pisarszczyna
  - Safijouka
  - Sarmack
  - Siadryczyna
  - Sielakta
  - Sieliszcza
  - Simachi
  - Wialikaje Babina
  - Wusy
  - Zamastoczcza
- osiedla:
  - Chłusawa
  - Wysokaje